# NHK大豊ラジオ中継局
NHK大豊ラジオ中継局（エヌエイチケイおおとよラジオちゅうけいきょく）は、高知県長岡郡大豊町に置かれているNHK高知放送局ラジオ第1放送の中継局である。

## 中継局概要
中波ラジオ放送の夜間における外国電波混信による受信障害を改善するため、中継局の設置が決定された。

### AMラジオ放送
| 周波数  | 放送局名    | 空中線 電力 | 放送対象地域 | 放送区域 内世帯数 | 運用開始日     |
| ------- | ----------- | ----------- | ------------ | ----------------- | -------------- |
| 1026kHz | NHK 高知第1 | 100W        | 高知県       | 約6,600世帯       | 2002年 3月28日 |

- 所在地： 長岡郡大豊町中村大王
- 放送区域： 長岡郡及び土佐郡の各一部[2]
- 2002年3月25日に本免許が交付され[2]、3月28日に本放送を開始した[3]。